# 許淵冲
許 淵沖（きょ えんちゅう、1921年4月18日 - 2021年6月17日）は、中華人民共和国の翻訳家。江西省南昌県出身。イギリス文学の翻訳で知られる。

## 経歴
1921年4月18日、江西省南昌県で生まれる。南昌実験小学校を経て、1938年秋、許淵沖は第7位の成績で西南聯合大学外文学系に合格した。1944年清華大学外国文学研究所に入学し、ウィリアム・シェイクスピアとジョン・ドライデンを研究した。1948年6月8日、許淵沖はマルセイユ行きのアンドレ号に上陸し、パリ大学に留学した。1951年、許淵沖は数学者の呉文俊、画家の呉冠中などと一緒に帰国した。相次いで北京外国語学院のフランス語学部、北京外国語専門学校のフランス語学部、張家口外国語学院の英語学部、洛陽外国語学院の英語学科で教育活動をしています。1983年8月に洛陽外国語学院から北京大学国際文化系に転入し、1991年に退職した。2021年6月17日に北京市で死亡した。享年100。

## 主要な翻訳作品
- 老子 (2006). 『道徳経与神仙画』. ISBN 9787508508467
- (中国語) 『詩経』. 北京市: 中国対外翻訳出版社. (2009-09-01). ISBN 9787500120209
- 老子 (2007-01-01) (中国語). 『道徳経』. 北京市: 中国対外翻訳出版社. ISBN 9787500112006
- 孔子 (2005-12-01) (中国語). 『論語』. 北京市: 高等教育出版社. ISBN 9787040186116
- 王実甫 (2009-09-01) (中国語). 『西廂記』. 北京市: 中国対外翻訳出版社. ISBN 9787500122678
- 湯顕祖 (2009-09-01) (中国語). 『牡丹亭』. 北京市: 中国対外翻訳出版社. ISBN 9787500122685
- 洪升 (2009-09-01) (中国語). 『長生殿』. 北京市: 中国対外翻訳出版社. ISBN 9787500122890
- 孔尚任 (2009-09-01) (中国語). 『桃花扇』. 北京市: 中国対外翻訳出版社. ISBN 9787500122692
- 李白 (2008-11-01) (中国語). 『李白詩選』. 長沙市: 湖南人民出版社. ISBN 9787543850019
- 蘅塘退士 (2012-01-01) (中国語). 『唐詩三百首』. 北京市: 五洲伝播出版社. ISBN 9787508521916
- 朱孝臧 (2007-12-01) (中国語). 『宋詞一百首』. 北京市: 中国対外翻訳出版社. ISBN 9787500118114
- 毛沢東 (2006-01-01) (中国語). 『毛沢東詩詞集』. 北京市: 五洲伝播出版社. ISBN 9787508508474
- スタンダール (2012-06-01) (中国語). 『紅与黒』. 北京市: 訳林出版社. ISBN 9787544727761
- ロマン・ロラン (2010-12-01) (中国語). 『約翰・克里斯托夫』. 北京市: 中央編訳出版社. ISBN 9787511706867
- ギュスターヴ・フローベール (2011-08-01) (中国語). 『包法利夫人』. 北京市: 訳林出版社. ISBN 9787544722360
- ジェイムズ・ジョイス (2011-03-01) (中国語). 『逝水年華』. 北京市: 外語教学与研究出版社. ISBN 9787513506106
- ウィリアム・シェイクスピア (2021) (中国語). 『莎士比亜戯劇精選』. 北京市: 商務印書館. ISBN 9787100196604

## 著書
- (中国語) 『西南聯大求学日記』. 北京市: 中訳出版社. (2021). ISBN 9787500161844

## 家族
- 妻：照君
- 子：許明

## 栄典
- 2010年12月、中国翻訳文化終身成就賞。
- 2014年8月5日、「北極光」傑出文学翻訳賞。